# ميد إيفل (سلسلة)

شعار سلسلة ميد إيفل.

ميد إيفل (بالإنجليزية:MediEvil) سلسلة ألعاب فيديو مغامرات من تطوير شركة جريلا كامبردج ونشر وتوزيع شركة سوني إنتراكتيف إنترتينمنت صدر أول جزء عام 1998 على بلاي ستيشن 1 وتدور أحداث السلسلة حول الفارس الدجال الغير متوفى، السير دانييل فورتيسك ، أثناء محاولته استعادة السلام إلى مملكة جالوامي الخيالية بينما هو في الحقيقة يسترد نفسه في نفس الوقت.